# 키안차노테르메
키안차노테르메(이탈리아어: Chianciano Terme)는 이탈리아 토스카나주 시에나도에 있는 코무네다. 피렌체에서 남동쪽 35km, 시에나에서 남동쪽 15km 거리에 있다.

## 역사
키안차노의 역사는 기원전 5세기로 거슬러 올라가며 에트루리아인들은 오늘날에 키안차노 신지구에 있는 실레네(Silene) 개천 근처에 건강의 신에게 받쳐진 신전을 지었다.
키안차노의 치유력이 있는 물은 로마 시대에 유명하게 되었고, 기원전 1세기에 호라티우스가 그의 주치의로부터 조언을 받고 이곳을 방문하기도 하였다. 훌륭한 로마 시대의 저택들이 온천 인근에 지어졌다.
중세 시대에도 활동을 했었다는 조금의 고고학적 증거들이 있고, 12, 13세기에는 사르테아노의 군주인 마네티 백작의 소유였다. 프란치제나 가도(중세 기간에 로마와 피렌체를 연결한 주요 도로)에 인접한 위치에 있어 발전하여, 1287년에 들어서는 사법적 자율권에 도달하였고, 자신들만의 법규를 지니기도 하였다.
14세기에 들어서 오르비에토과 시에나가 이곳을 두고 경쟁하였고, 최종적으로 시에나가 승리하게 되었다.
20세기 초에 이 지역의 개울은 투자가들의 관심을 이끌어냈다. 1920년대와 30년대에 폼페이 스타일의 신고전주의 건축물들이 들어섰으나, 1940년대에 파시스트 정권이 소유권을 가져가면서 파괴되었다.

## 자매 도시
- 체코 마리안스케라즈네